# Sapindus drummondii
Sapindus drummondii là một loài thực vật có hoa trong họ Bồ hòn. Loài này được Hook. & Arn. miêu tả khoa học đầu tiên năm 1838.